# René Santos
René Santos (sinh ngày 21 tháng 4 năm 1992) là một cầu thủ bóng đá người Brasil.

## Sự nghiệp câu lạc bộ
René Santos đã từng chơi cho Kawasaki Frontale.

## Thống kê câu lạc bộ

### J.League
| Đội               | Năm       | J.League | J.League | J.League Cup | J.League Cup | Tổng cộng | Tổng cộng |
| Đội               | Năm       | Trận     | Bàn      | Trận         | Bàn          | Trận      | Bàn       |
| ----------------- | --------- | -------- | -------- | ------------ | ------------ | --------- | --------- |
| Kawasaki Frontale | 2012      | 4        | 0        | 3            | 0            | 7         | 0         |
| Tổng cộng         | Tổng cộng | 4        | 0        | 3            | 0            | 7         | 0         |